# 4796 Lewis
4796 Lewis este un asteroid din centura principală, descoperit pe 3 iunie 1989 de Eleanor Helin.